# کیوجا
شهر  کیوجا (به ایتالیایی: Chioggia) با جمعیت ۵۰٬۸۶۲ نفر  در ناحیه ونتو در کشور ایتالیا واقع شده‌است.